# Viquipèdia en àrab
La Viquipèdia en àrab (àrab: ويكيبيديا العربية, Wīkībīdiyā al-ʿarabiyya o àrab: ويكيبيديا، الموسوعة الحرة, Wīkībīdiyā, al-mawsūʿa al-ḥurra) és l'edició en àrab de la Viquipèdia.
Va ser creada el setembre de 2001. El 31 de desembre de 2007 va arribar als 50.000 articles. El maig de 2008 va superar els 59.000 articles i aleshores era la 31a Viquipèdia més gran per nombre d'articles. El 23 de maig de 2009 va arribar als 100.000 articles. L'abril de 2010 va superar els 125.000 articles. Actualment, (març 2025) té 1.245.015 articles.
El disseny de l'edició en àrab és diferent de la gran majoria de Viquipèdies, ja que l'àrab s'escriu de dreta a esquerra. A més, el fons de la pàgina, en el qual hi ha una indiana geomètrica tradicional de l'àrab, és diferent de la resta de Viquipèdies.